# Dagsljus

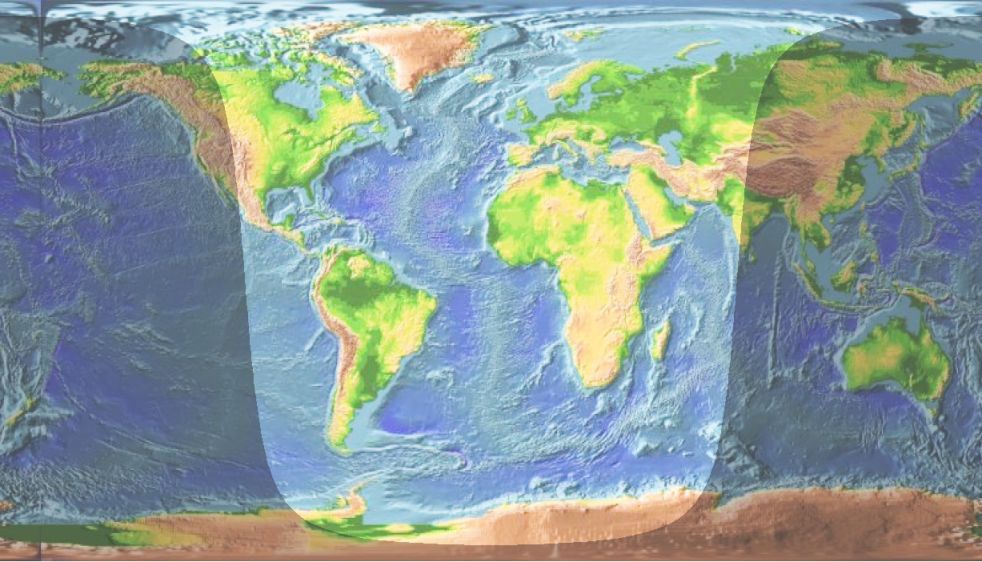
Världskarta som visar de delar av jorden som har dagsljus runt 13:00 UTC 2 april.

Dagsljus är det ljus som finns naturligt under den ljusa delen av dygnet. Det har sitt ursprung från solen, och kan bestå av direkt strålning, refraktion och reflektion. Dagsljuset har ett kontinuerligt spektrum, vilket innebär att det innehåller elektromagnetisk strålning av alla våglängder inklusive osynlig ultraviolett och infraröd strålning.
Dagsljus kännetecknas av stora variationer över dygnet och året och varierar även mer tillfälligt beroende på vädret. Dess färgtemperatur varierar mellan ca 2500 kelvin (solnedgång) och mer än 10 000 kelvin (klarblå himmel), och dess intensitet mellan ca 40 lux (soluppgång och -nedgång, mulen himmel) och mer än 120 000 lux (klar himmel med solen nära zenit).  Längden på dygnets ljusa del varierar med årstiden.  Kartor som visar var på jorden det för tillfället råder dag kallas för dagsljuskarta.
Ordet dagsljus används även för artificiellt ljus från till exempel lysrör. Ordet dagsljuslysrör används olika i olika sammanhang och kan syfta på antingen färgtemperaturen (minst 5300 K) eller färgåtergivningsindex (Ra minst 90). I båda fallen är skillnaden stor mot det naturliga dagsljuset. Med hjälp av LED kan man komma närmare det naturliga dagsljusets kontinuerliga spektrum. Den internationella belysningskommissionen CIE har fastställt ett antal standardiserade dagsljus som definieras av sin spektralfördelning och används för vetenskapliga ändamål. Det finns dock ingen kommersiell ljuskälla som till fullo uppfyller CIE:s definition av dagsljus.

## Dagsljus och hälsa
Hälsofördelarna med dagsljus har varit kända sedan början av människans civilisation. Redan under det antika Romarriket och under Grekernas stormaktstid dyrkade man sina solgudar. Under 1900-talet blev dagsljus en viktig del av hälsa och vård. Ljusterapi användes för att behandla hudsjukdomar och andra besvär. Dessutom blev solbrännan extrem trendig och ansågs som ett bevis på rikedom och hälsa. 

### Kroppen och dagsljus
Dagsljus har ett brett utbud av element som influerar människor utöver vårt behov av ljus och syn. Dagsljus påverkar vår hälsa, balans och fysiologiska regleringar, både vårt nervsystem och det endokrina systemet. Samtliga nämnda exempel stimuleras positivt av dagsljus. Forskning har konstaterat att dagsljus innehåller naturliga antidepressiva beståndsdelar som hjälper oss människor att synkronisera med den naturliga livsrytmen. Det finns forskningsunderlag som stödjer att man genom att exponera sig för direkt dagsljus kan minska risken för vinterdepressioner.
Det finns många andra aspekter med dagsljus som bland annat berör psykologiska faktorer. Människan lever efter en 24-timmarsrytm, som har en stor påverkan på vår hälsa och vårt välmående. Vår rytm kontrollerar vår sömn, vårt uppvaknande, vår reaktionsförmåga, våra prestationer, vår temperatur, och så vidare. Ännu viktigare är att dagsljus styr vår produktion av hormonerna melatonin och kortisol.
För lite dagsljus kan påverka förmågan att sova, stressnivån samt humörsvängningar vilket i värsta fall kan leda till cancer.
Mer dagsljusexponering kan även ha positiva effekter för patienter efter operationer. Många aktörer arbetar därför för att dagsljus ska bli en del av inredningen vid renovation och nybyggnationer av sjukhus.

## Dagsljus och inomhusmiljöer
Idag tillbringar den genomsnittliga befolkningen 90% av sin tid inomhus och därför har dagsljus fått en större roll och mer påverkan på våra inomhusmiljöer. Med ett större fokus på dagsljusets betydelse för välmåendet har många parter börjat arbeta för byggnader med bättre dagsljusinsläpp. Genom att endast släppa in mer dagsljus i en byggnad, kan man minska kortsiktiga och långsiktiga hälsoproblem (både ur ett mikro- och ett makroperspektiv). Det finns tydliga riktlinjer gällande belysning på arbetsplatser då tillgången till dagsljus samt ergonomisk ljussättning påverkar både hälsa och produktivitet hos de anställda. I Sverige blir detta kanske som mest tydligt under vinterhalvåret då belysningen inomhus fungerar som ett viktigt komplement till mörkret utomhus. Förutom hälsoskäl har dagsljus andra fördelar - elektrisk belysning är idag en av de största energiförbrukarna och skulle enkelt kunna reduceras genom en bättre användning av dagsljus.

### Produktivitet och dagsljus
Genom olika studier har forskare tittat på sambandet mellan produktivitet och dagsljus. Man har främst undersökt hur yrken så som kontorsarbetare, industriarbetare och butiksförsäljare har reagerat på en ökad tillförsel av dagsljus. Studierna konstaterade att produktiviteten ökar med upp till 15% på platser med ett mer generöst utbud av naturligt dagsljus.  Andra studier inom ämnet har visat att om en byggnad får rätt mängd naturligt ljus ökar känslan av komfort.
Forskare har även försökt att skapa en förståelse mellan inlärning och dagsljus. Genom att undersöka klassrum, skolor och elever har forskningen bevisat att inlärningsförmågan hos en individ ökar när mer dagsljus finns att tillgå. Elever med mer tillgång till dagsljus under hela dagen hade 7-18% högre betyg än elever med mindre tillgång till dagsljus.

## Dagsljusberäkning
Genom dagsljusberäkningsprogram kan man simulera distributionen av dagsljus i ett enskilt rum eller i en hel byggnad. 